# Giovanni Antonio Pellegrini
Pour les articles homonymes, voir Pellegrini.
Giovanni Antonio Pellegrini (Venise, 29 avril 1675 - 2 ou 5 novembre 1741) est un peintre vénitien rococo, qui a été actif au début du XVIIIe siècle.

## Biographie
Giovanni Antonio Pellegrini, fils d'un cordonnier de Padoue, étudie d'abord auprès de Girolamo Genga et ensuite de Paolo Pagani et de Sebastiano Ricci.
En 1704, il épouse Angela Carriera, sœur de Rosalba Carriera.
Il est principalement connu pour son travail en Angleterre où il a séjourné de 1708 à 1713, à l'invitation du comte de Manchester, Charles Montagu, avec Mario Ricci. En 1711, il devient administrateur de l'Académie de Londres de Sir Godfrey Kneller.
Il présente des modèles de coupole pour la nouvelle cathédrale Saint-Paul et obtient les faveurs de Christopher Wren, mais il perd la commande au profit de Sir James Thornhill.
Il retourne en Angleterre en 1719. Cette fois il a moins de succès, en raison principalement de la concurrence d'autres peintres vénitiens dont son mentor Sebastiano Ricci.
Il retourne à Venise en 1720 où il exécute des commandes pour des étrangers et des retables pour les églises vénitiennes dont celui de l'église San Stae avec Le Martyre de saint André.
L'un de ses élèves a été Antonio Visentini.

## Œuvre
Giovanni Antonio Pellegrini a concilié le style Renaissance de Véronèse avec le baroque de Pietro da Cortona et de Giordano. Il est considéré comme l'un des peintres vénitiens les plus importants du début du XVIIIe siècle et un important prédécesseur de Tiepolo.

### Peintures murales
- En 1701 à Venise, la coupole au-dessus de la cage d'escalier, de la Scuola Grande de San Rocco.
- En 1702 à Padoue, le plafond de la bibliothèque Antoniana (it).
- Résidences anglaises dont le château Howard (détruit en 1940) et le château de Kimbolton.
- Londres, le 31 St James's Square pour le duc de Portland. George Vertue a noté dans ses carnets le hall et l'escalier et un ou deux des grandes pièces[2].
- Il achève de nombreux travaux dont le plafond de la Banque de France à Paris (détruit), la salle dorée du Mauritshuis à La Haye, ainsi que d'autres réalisations à Prague, Dresde et Vienne
- En 1713-14, il travaille sur une série de quatorze tableaux célébrant la vie et le règne de Johann Wilhelm, électeur palatin, dont celui de son mariage avec Anne-Marie-Louise de Médicis, fille de Cosme III de Médicis, grand-duc de Toscane, qui avait eu lieu en 1691. Cette série destinée au palais de Bensberg, près de Düsseldorf, est aujourd'hui au château de Schleissheim, près de Munich. Cette série est généralement considérée comme son œuvre la plus importante[3].
- En 1720, il réalise les fresques (39 × 8 m) ornant le plafond qui dominait l’espace principal de la Banque Royale rue Quincampoix à Paris, connu sous le nom de Salle du Mississippi. Allégorie de la richesse que la Louisiane exporterait vers la France : la Seine était représentée embrassant le Mississippi ; sur les rives de la Seine[4], des navires déchargeaient des piles de trésors directement débarqués de la Louisiane[5].
- Entre 1736 et 1737 il peint quatre plafonds au château de Mannheim pour la chambre de l'empereur : La Lutte entre l'Allemagne et la France pour la Conquête du Rhin, L'Allégorie de l'Aurore, Les Quatre parties du monde et Le Triomphe des arts et des sciences. Ces quatre plafonds furent détruits durant la dernière guerre. Il reste une esquisse au Louvre[6].

### Tableaux
- Alexandre devant le corps de Darius, (titre ancien) ou Achille contemplant le corps de Patrocle (vers 1700), huile sur toile, 152 × 195 cm, musée de Soissons[7]
- La Clémence d'Alexandre devant la famille de Darius (titre actuel) ou La Famille de Darius devant Alexandre (vers 1700), huile sur toile, 153 × 196 cm, musée de Soissons[8]
- Rebecca au puits, (1708-1713), huile sur toile, 127 × 104 cm, National Gallery, Londres[9]
- La Continence de Scipion (vers 1710), huile sur toile, 127 × 105 cm, Cleveland Museum of Art, Ohio[10]
- Suzanne et les vieillards (vers 1713), huile sur toile, 117 × 99 cm, Musée Magnin, Dijon[11]
- Bellone (1713-1714), huile sur toile, 90 × 74 cm, Musée d'art Blanton, Université du Texas[12]
- Allégorie du Mariage de l'Électeur Palatin (1713-1714), huile sur toile, 43 × 63 cm, esquisse d'un des quatorze tableaux pour l'Electeur palatin, National Gallery, Londres[3]
- Vierge à l'Enfant, avec S. Cesareo et S. Giuseppe 1716, Cathédrale de Padoue
- La Justice fulminant les vices (1717), huile sur toile, 35 × 32 cm, Musée d'art Blanton, Université du Texas[13]
- Éléments de décor (vers 1720), huiles sur toile, 303 × 188 cm, Musée du Louvre
  - Borée enlevant Orithye[14]
  - Bacchus et Ariane[15]
  - Diane et Endymion[16]
- Bacchus et Ariane (vers 1720), huile sur toile, 117 × 128 cm, Metropolitan Museum of Art, New York[17]
- Mucius Scaevola devant Porsenna (1721-1722), huile sur toile, 179 × 139 cm, Ca' Rezzonico, Venise[18]
- La Madeleine pénitente (1720-1725), huile sur toile, 118 × 94 cm, Musée des beaux-arts de Montréal[19]
- Allégorie de la Sculpture (1725-1730) Gallerie dell'Accademia de Venise[20]
- Allégorie de la Peinture (1725-1730) Gallerie dell'Accademia de Venise[21]
- La Peinture et le Dessin faisant l'éducation de l'Amour (1733), huile sur toile, 99 × 85 cm, Musée du Louvre, Paris[22]
- Une allégorie de l'aurore (1736-1737), huile sur toile, 82 × 70 cm, Croquis du plafond du château de Mannheim, Ashmolean Museum, Oxford[23]
- La Lutte entre l'Allemagne et la France pour la conquête du Rhin (1736-1737), esquisse pour la chambre de l'empereur au château de Mannheim, huile sur toile, 31 × 53 cm, Musée du Louvre, Paris[6]

Dates non documentées
- Apollon et les muses, huile sur toile, 62 × 39 cm, esquisse pour un plafond, musée Ingres, Montauban[24]
- Jésus remettant la clef du Royaume des Cieux à saint Pierre, cathédrale de Bautzen, Allemagne
- Jésus relevant le paralytique, musée des beaux-arts de Budapest, Hongrie
- Entrée triomphale à Düsseldorf du prince Jean-Guillaume, Électeur palatin, huile sur toile, 41 × 64 cm, esquisse, Musée du Louvre, Paris[25]
- Femme noble tenant une statue d'Athena, huile sur toile, 128 × 100 cm, Musée des beaux-arts de Boston[26]
- Vénus et Cupidon, huile sur toile, 71 × 62 cm, Musée d'art Blanton, Université du Texas[27]
- La Famille de Darius devant Alexandre le Grand, Galerie du Palazzo Leoni Montanari, Vicence, Italie.
- David présentant à Saül la pierre avec laquelle il a tué Goliath ou David devant Saül (ancien titre), huile sur toile, 138 × 180 cm, Musée des beaux-arts de Bordeaux[28]

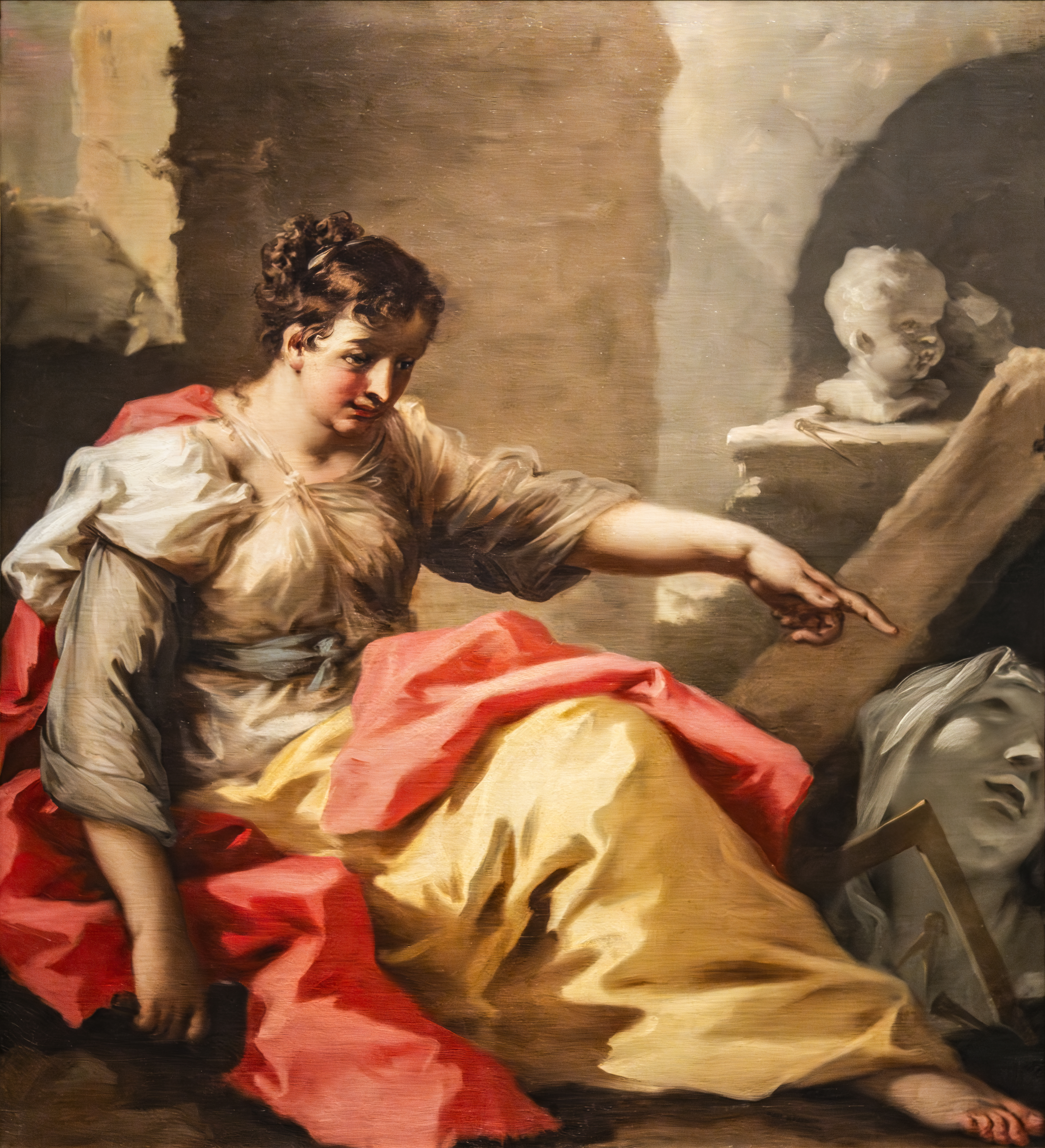
Allégorie de la sculpture Gallerie dell'Accademia de Venise
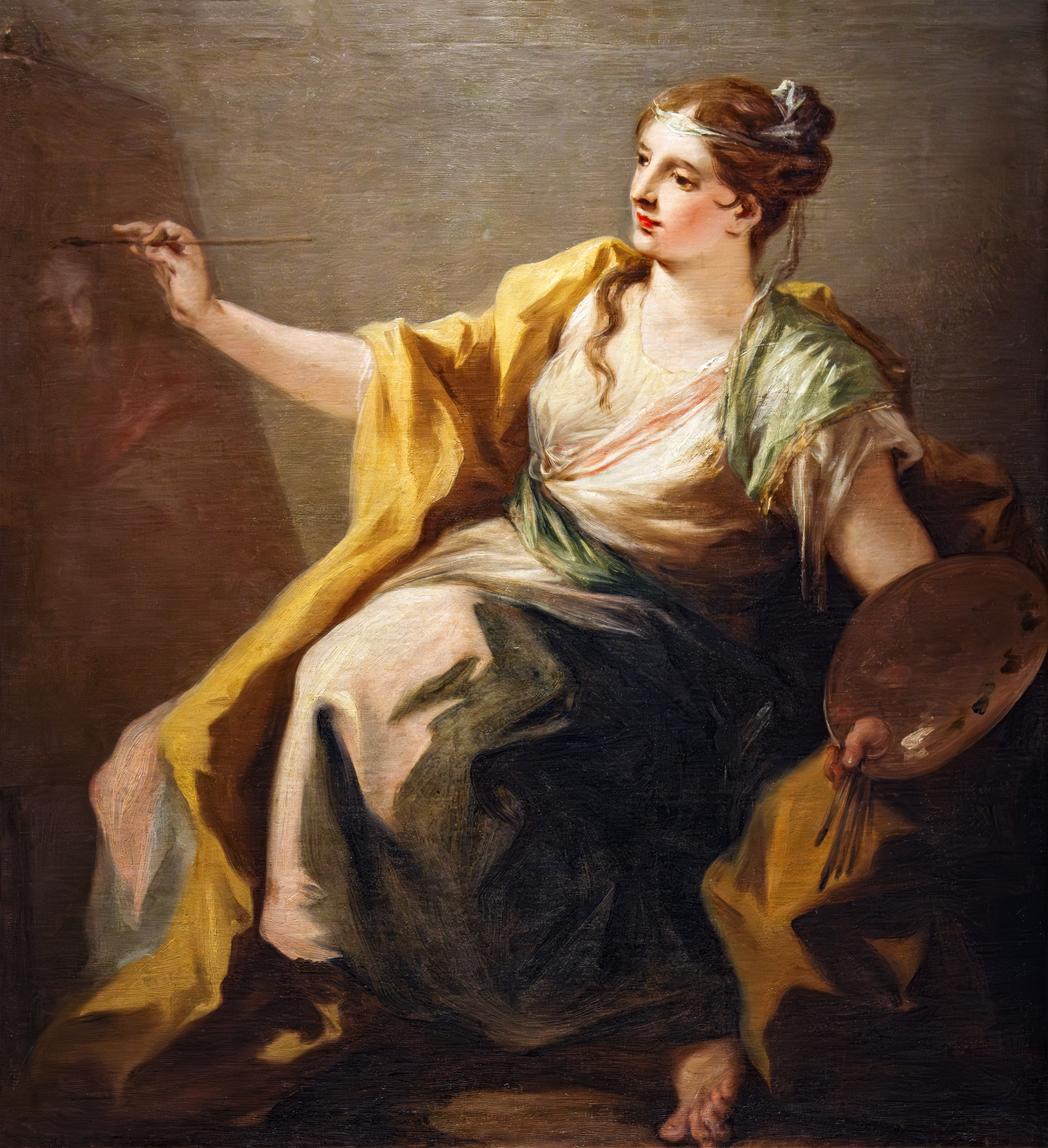
Allégorie de la peinture Gallerie dell'Accademia de Venise
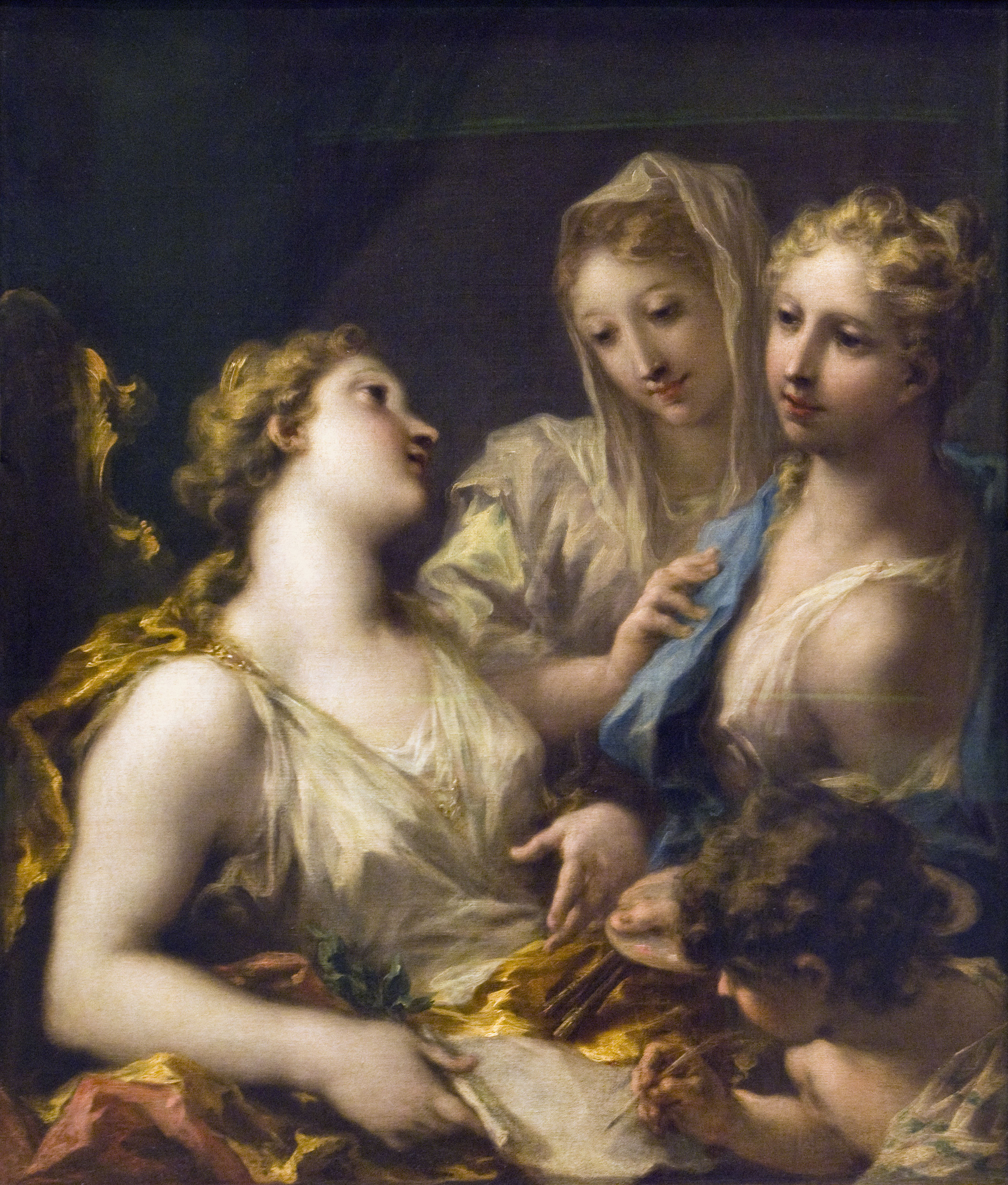
La Peinture et le dessin faisant l'éducation de l'Amour 1733, Musée du Louvre, Paris.
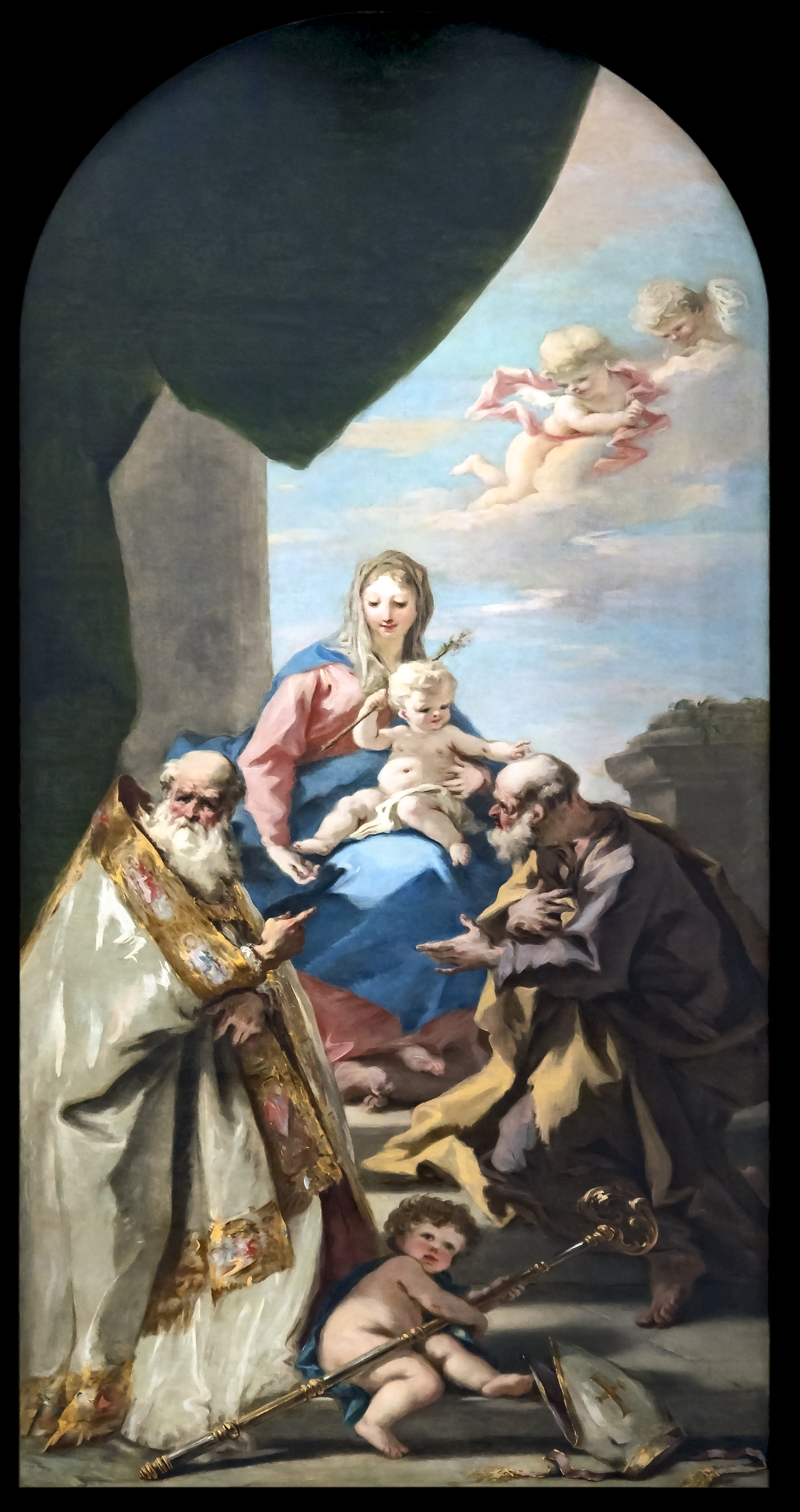
Vierge à l'Enfant, avec S. Cesareo et S. Giuseppe Cathédrale de Padoue
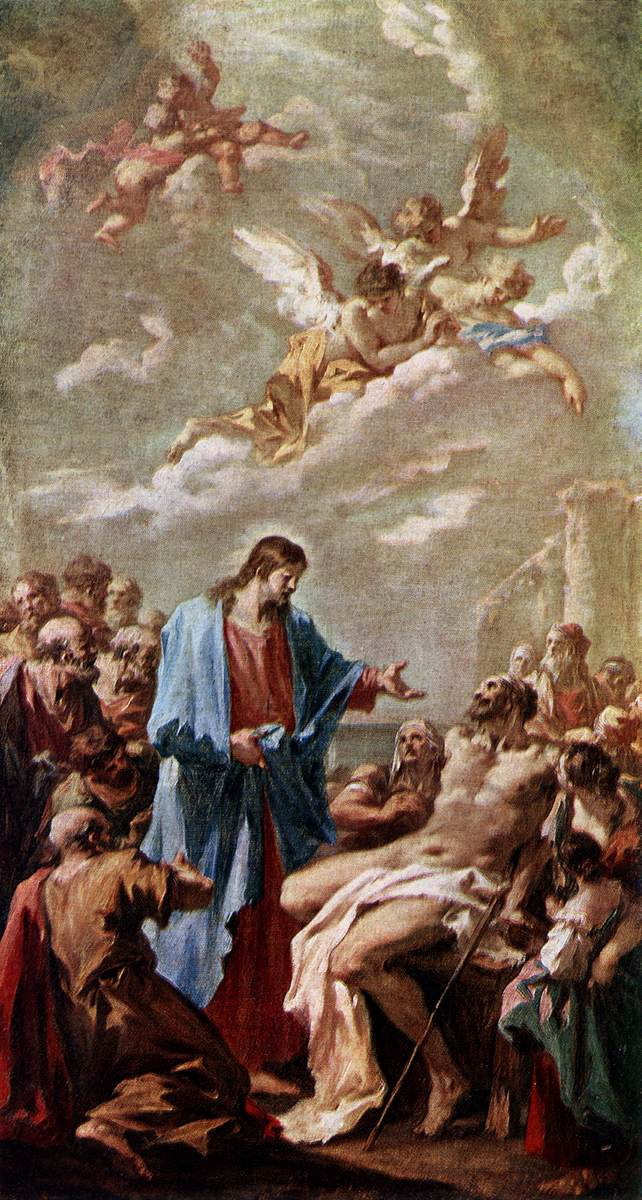
Jésus relevant le paralytique, musée des beaux-arts de Budapest
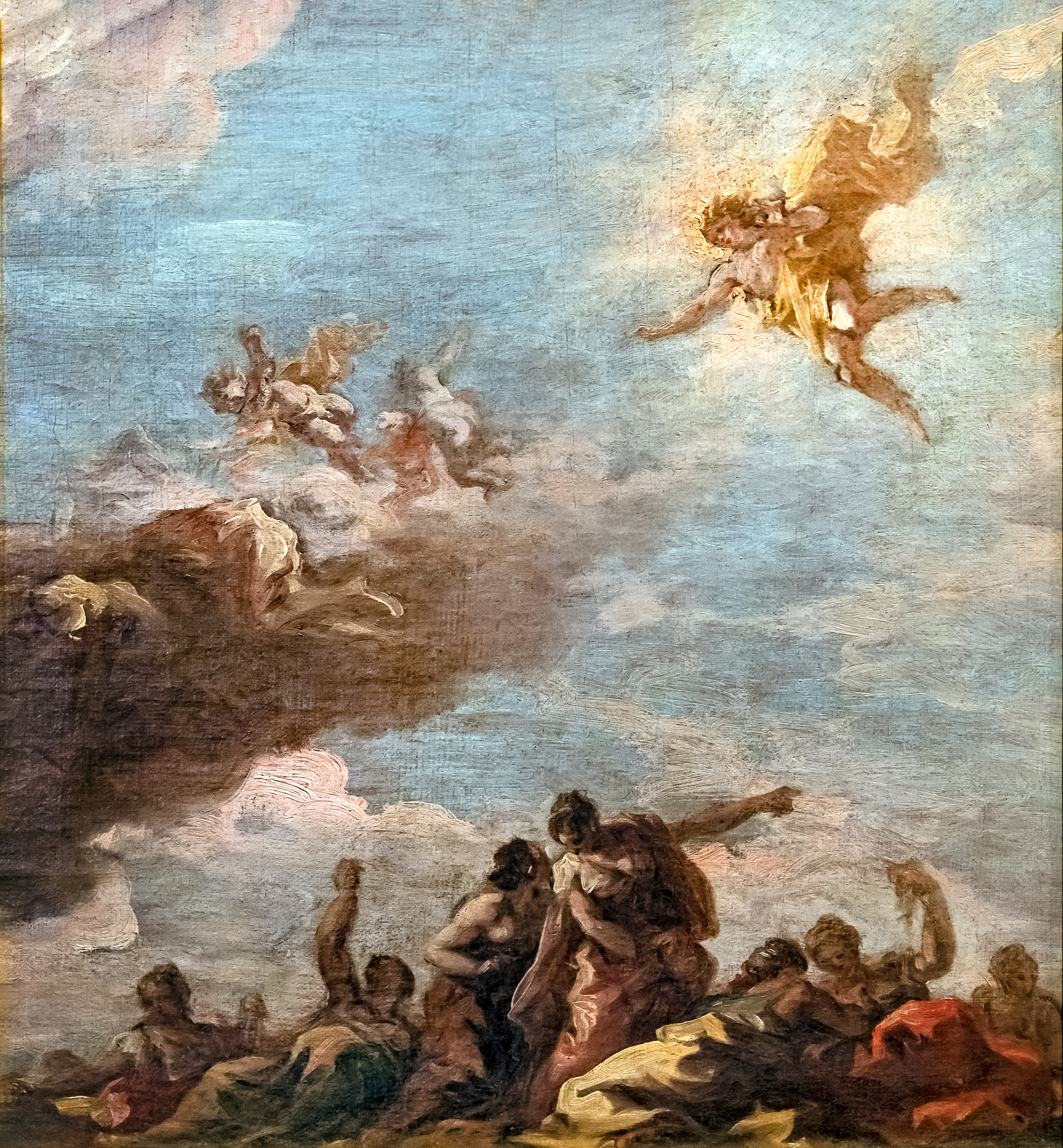
Apollon et les muses - Musée Ingres-Bourdelle

### Dessins
- Montée au Calvaire (plume, encre brune, lavis brun, pierre noire, sanguine), 34 × 49 cm, département des Arts graphiques, Musée du Louvre, Paris[29]
- Une Reine en prières au pied d'un autel (plume, encre brune, lavis brun, pierre noire, papier beige), 15 × 23 cm, département des Arts graphiques, Musée du Louvre, Paris[30]
- L'Évanouissement d'Esther devant Assuérus (dessin), département des Arts graphiques, Musée du Louvre, Paris
- Décollation de saint Jean-Baptiste (plume, encre brune, lavis brun-rouge), 28 × 19 cm, département des Arts graphiques, Musée du Louvre, Paris[31]
- Le Sacrifice d'Iphigénie, (plume et encre brune, lavis gris-brun, aquarelle opaque blanche sur craie noire sur papier vergé), 168 × 268 cm, Musée des beaux-arts de San Francisco[32]
- Alexandre et Diogène (encre brune et lavis sur craie noire avec reflets blancs), 20 × 30 cm, Art Gallery of Greater Victoria (Colombie-Britannique)[33]
- La Chute de Babylone (encre, lavis, graphite), 18 × 30 cm, Art Gallery of Greater Victoria (Colombie-Britannique)[34]